# ساحة بصرية

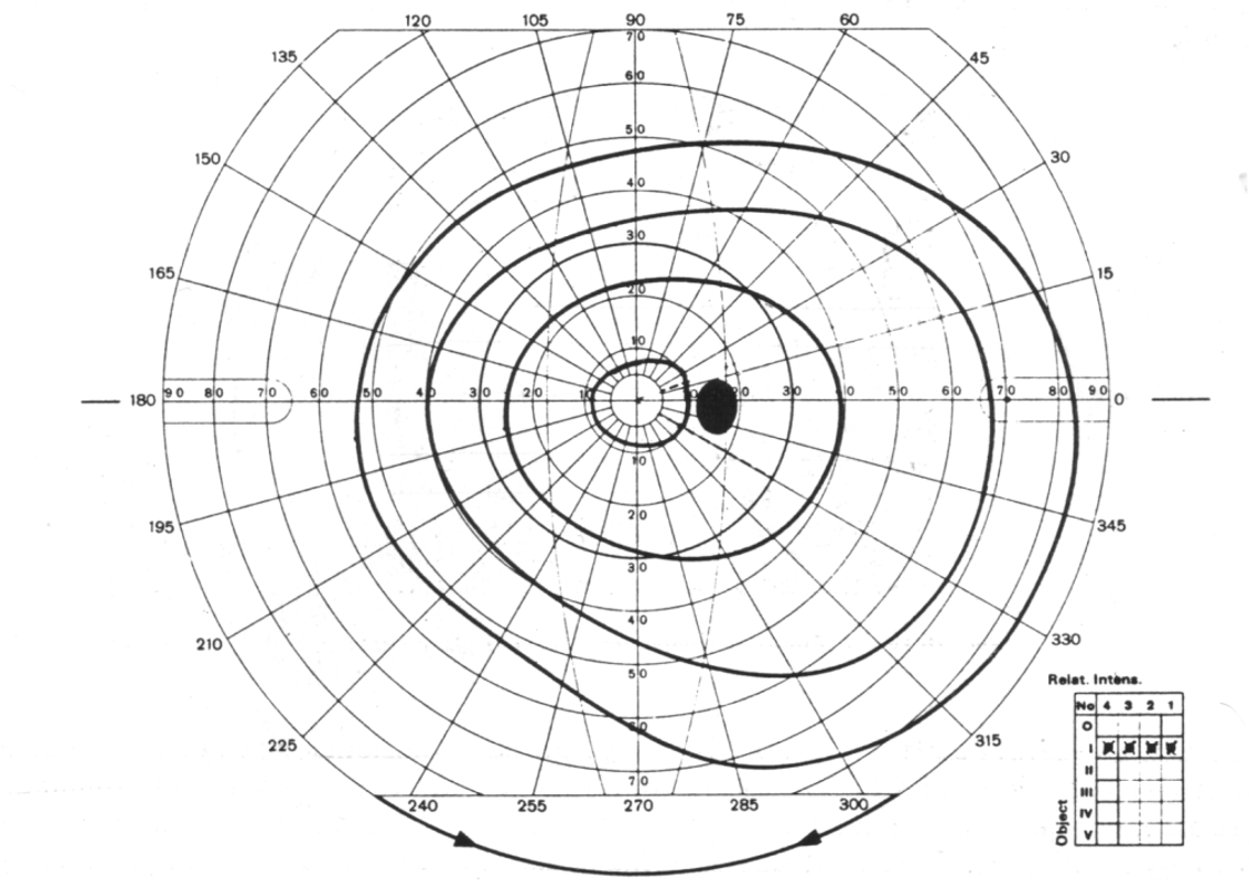

الساحة البصرية (بالإنجليزية  visual field): هي «المجموعة المكانية من الأحاسيس البصرية التي تمكن ملاحظتها في التجارب النفسية المستبطنة».
«مجال الرؤية» (إف أو في) هو المفهوم المكافئ للساحة البصرية في الأجهزة البصرية وحساسات الصور.
يُستخدم اختبار الساحة البصرية في مجالات تصحيح البصر وطب العيون وطب الأعصاب لتحديد تأثر الساحة البصرية بالأمراض التي تسبب عتمات موضعية أو فقدان رؤية واسع أو نقصًا في الحساسية (زيادة العتبة).

## الحدود الطبيعية
تمتد الساحة البصرية الطبيعية عند الإنسان في العين الواحدة بين 60 درجةً في الناحية الأنفية (باتجاه الأنف، أي نحو الداخل) إلى 107 درجات في الناحية الصدغية (بعيدًا عن الأنف، نحو الخارج) نسبةً إلى الخط العمودي للعين، ونحو 70 درجة أعلى خط الطول الأفقي و80 درجة تحته.
تنتج الساحة البصرية ثنائية الجانب من تراكب الساحتين البصريتين لكلتا العينين.
في الساحة البصرية ثنائية الجانب، يشار إلى المنطقة الواقعة أيسر خط الطول العمودي للعين باسم الساحة البصرية اليسرى (التي تقع في الناحية الصدغية نسبةً إلى العين اليسرى وفي الناحية الأنفية نسبةً إلى العين اليمنى)، وينطبق ذات التعريف على الساحة البصرية اليمنى.
تُحدد أربع مناطق بخطوط الطول العمودية والأفقية، ويشار إليها بالربع العلوي/الربع السفلي والربع الأيسر/الربع الأيمن.
في الاتحاد الأوروبي، يُشترط لمنح رخصة قيادة وجود ساحة بصرية تمتد على الأقل 50 درجةً على جانبي الخط العمودي بمجمل 120 درجةً أفقيًا، و20 درجة على جانبي خط الطول الأفقي.
توافق منطقة اللطخة الصفراء في العين منطقةً مركزيةً من الساحة البصرية يبلغ قياسها 17 درجة. وتوافق النقرة امتدادًا مركزيًا يقيس 5.2 درجة، وتوافق النقيرة زاويةً مركزية تقيس 1-1.2 درجةً من الساحة البصرية.
يقع الأنف ضمن الساحة البصرية لكلتا العينين، ولكنه لا يُلاحظ أثناء القيام بالمهام البصرية الطبيعية نتيجة المعالجة اللاحقة التي يقوم بها الدماغ.

## قياس الساحة البصرية
تقاس الساحة البصرية باستخدام جهاز قياس مجال البصر، والذي قد يكون متحركًا تُعرض فيه بقع من الضوء على الجزء الداخلي الأبيض من نصف كرة وتُحرك ببطء نحو الداخل حتى يراها المراقب، أو قد يكون ساكنًا، وفيه تُومض بقع من الضوء بشدات مختلفة في مواقع ثابتة من الكرة حتى يحددها الشخص المفحوص.
تشمل أجهزة قياس مجال البصر شائعة الاستخدام جهاز تحليل الساحة البصرية الآلي لهمفري، أو مقياس حافة الساحة البصرية لهايدلبيرغ، أو جهاز أوكولوس (جهاز الواقع الافتراضي). يمكن استخدام جهاز آخر يدعى مقياس الساحة البصرية المركزية (الكامبيمتر)، وهو جهاز صغير ذو شاشة مسطحة صمم لقياس الساحة البصرية المركزية.
تعَد أنماط بقع الضوء التي تختبر مجالًا مركزيًا من الساحة البصرية يمتد بمقدار 24 أو 30 درجة الأشيع استخدامًا. تستطيع معظم مقاييس الساحة البصرية أيضًا اختبار مجال يصل إلى 80 - 90 درجة.
يستطيع الطبيب الممارس استخدام طريقة أخرى للفحص، إذ يرفع إصبعًا أو اثنين أو خمسة ضمن مركز الساحة البصرية وأرباعها الأربعة عند المريض (مع تغطية العين الأخرى). إذا كان المريض قادرًا على معرفة عدد الأصابع بما يوافق الساحة البصرية عند الفاحص، يُشار إلى النتيجة الطبيعية بجملة «تعداد الأصابع تام» (تكتب غالبًا وفق الاختصار إف تي إف سي). يمكن تقييم البقعة العمياء أيضًا عبر وضع شيء صغير الحجم بين عيني الفاحص والمريض. يمكن تحديد النقطة العمياء عند المريض بمقارنتها مع اختفاء هذا الشيء في عين الفاحص. هناك طرق عديدة للقيام بالفحص (مثل تحريك الأصابع في الساحة البصرية المحيطية على المحاور الأساسية).

## خسارة الساحة البصرية
قد تحدث خسارة الساحة البصرية بسبب مرض أو اضطراب يصيب العين أو العصب البصري أو الدماغ.
تقسم عيوب الساحة البصرية كلاسيكيًا إلى أربعة أنماط:
1. النمط الأول: عيوب الساحة الأفقية، أي فقدان الرؤية أعلى أو أسفل الخط الأفقي للعين، يترافق هذا مع شذوذات العين.
2. النمط الثاني: العمى الشقي الصدغي ثنائي الجانب، أي فقدان الرؤية على كلا الجانبين (انظر إلى الصورة في الأسفل).
3. النمط الثالث: العتمة المركزية، أي خسارة الرؤية المركزية.
4. النمط الرابع: العمى الشقي التوافقي (أو مماثل الجانب)، أي خسارة جهة واحدة من الساحة البصرية في كلتا العينين، وهنا يتوضع العيب خلف التصالب البصري (انظر في الأسفل).

تسبب المشاكل العصبية المختلفة أشكالًا وصفية من اضطرابات الرؤية. يشمل هذا العمى الشقي (الموضح في الأسفل دون استبقاء الرؤية المركزية اللطخية)، والعمى الربعي، وأشكالًا أخرى.